# 에머슨 트리시
에머슨 트리시(Emerson Treacy, 1900년 9월 17일 ~ 1967년 1월 10일)는 미국의 배우이다.
필라델피아에서 태어났으며 할리우드에서 사망하였다. 포리스트 론 메모리얼 파크에 매장되었다.

## 영화
- 연인이여 돌아오라 (1961년)
- 페이튼 플레이스 2 (1961년)
- 빗물 가득 (1957년)
- 더 걸 캔트 헬프 잇 (1956년)
- 데드라인 - U.S.A. (1952년)
- 론 레인저 - 49년 시리즈 (1949년)
- 아담의 갈빗대 (1949년)
- 기브 미 어 세일러 (1938년)